# Time 100: Danh sách nhân vật ảnh hưởng nhất trên thế giới năm 2007
Danh sách nhân vật ảnh hưởng nhất trên thế giới năm 2007 là một bản danh sách bình chọn những nhân vật ảnh hưởng đến thế giới trong năm 2007 do tạp chí TIME (Mỹ), công bố vào năm 2007.

## Nhân vật của năm 2007
- Vladimir Putin

## Những nhà lãnh đạo và những nhà cách mạng
- Queen Elizabeth II
- Tzipi Livni
- Peter Akinola
- Liu Qi
- Condoleezza Rice
- Omar Hassan al-Bashir
- John Roberts
- Sonia Gandhi
- Raúl Castro
- Arnold Schwarzenegger
- General David Petraeus
- Hillary Clinton
- Hu Jintao
- King Abdullah
- Nancy Pelosi
- Barack Obama
- Michael Bloomberg
- Ayatullah Ali Khamenei
- Pope Benedict XVI
- Angela Merkel
- Osama bin Laden

## Những nhà xây dựng và những nhà sáng tạo
- Richard Branson
- Cyril Ramaphosa
- Erik Lie
- Pony Ma
- Chad Hurley & Steve Chen
- Katsuaki Watanabe
- Bernard Arnault
- Clara Furse
- Ken Lewis
- Lakshmi Mittal
- Shigeru Miyamoto
- Rhonda Byrne
- Steven Cohen
- Steve Jobs
- Philip Rosedale
- Ho Ching
- Indra Nooyi
- Stephen Schwarzman
- Michael Moritz

## Những người nổi tiếng trong thế giới nghệ thuật và giải trí
- Tina Fey
- Youssou N'Dour
- Anna Netrebko
- Justin Timberlake
- Sacha Baron Cohen
- Leonardo DiCaprio
- Nora Roberts
- Rick Rubin
- Martin Scorsese
- Cate Blanchett
- Alber Elbaz
- America Ferrera
- Simon Fuller
- Brian Grazer
- John Mayer
- David Mitchell
- Kate Moss
- Rosie O'Donnell
- Brad Pitt
- Shonda Rhimes
- Kara Walker
- Brian Williams

## Những người hùng và những thần tượng
- Oprah Winfrey
- Elizabeth Edwards
- Warren Buffett
- Drew Gilpin Faust
- Wesley Autrey
- Tony Dungy
- Federer: The Artistry of the World's Top Tennis Ace
- Tyra Banks
- Youk Chhang
- George Clooney
- Michael J. Fox
- Timothy Gittins
- Judith Mackay
- Chien-Ming Wang
- Maher Arar
- Thierry Henry
- Zeng Jinyan
- Garry Kasparov
- Amr Khaled

## Những nhà khoa học và những nhà tư tưởng
- Al Gore
- Neil deGrasse Tyson
- J. Craig Venter
- Lisa Randall
- John Mather
- Elizabeth Blackburn
- Alan Stern
- Tullis Onstott
- Svante Pääbo
- Steven Nissen
- Richard Dawkins
- Chris Anderson
- Paul Allen
- Monty Jones
- Klaus Schwab
- Nora Volkow
- Frans de Waal
- Douglas Melton
- Kari Stefansson